# Гальбертсма, Юстус
Юстус Хиддес Гальбертсма (нидерл. Joost Hiddes Halbertsma; 23 октября 1789, Грау вблизи Леувардена — 27 февраля 1869, Девентер, Фрисландия (Нидерланды)) — голландский языковед, филолог, переводчик, прозаик, историк литературы, проповедник меннонит. Член Нидерландской королевской академии наук.

## Биография

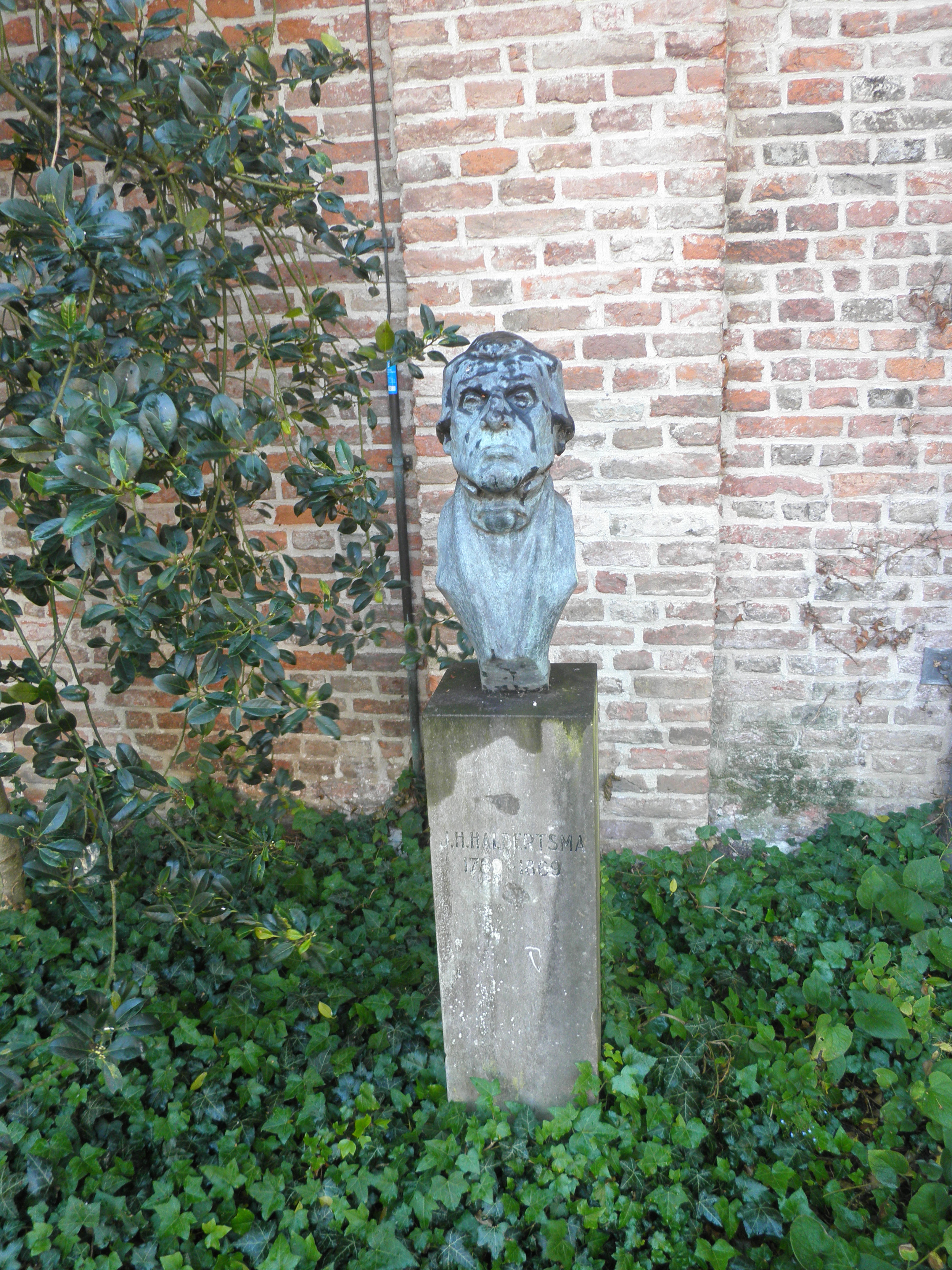
Бронзовый бюст Юстуса Хиддеса Хальбертсма в Девентере

Изучал богословие, затем стал пастором в меннонитских общинах.
Наибольшую известность приобрёл, как исследователь фризского языка: создал строго-научную орфографию новофризского языка, перевёл на этот язык «Евангелие от Матфея», снабдил примечаниями стихотворения, изданные на фризском языке его братом Эльтье, и добавил к ним прозаические рассказы, собрал огромный материал для словаря старо- и новофризского языка (издана только первая его часть).
Вместе с братом Эльтье основал движение Новой Фризской литературы (De Fryske Bewegungsing), они были одними из первых, сочетавшими романтические идеи с фризскими народными сказками. Его сборник «Rimen en Teltsjes» (стихи и рассказы) по сей день является классикой Западной Фризии. В 1822 году впервые опубликовал фризский сборник песен «De Lapekoer fen Gabe Scroar».
Как историк литературы, написал несколько трактатов, в том числе в двух томах, об эпохе фризского Возрождения, в частности поэте Гисберте Япиксе (Hulde aan Gijsbert Japiks).

## Главные его историко-литературные труды
- «Het Geslacht der Van Harens»,
- «Fragmenten»,
- «Letterkundige Naoogst».